# Cygnus NG-17
Cygnus NG-17 (lat. „labuť“) je let americké nákladní kosmické lodi řady Cygnus. Společnost Northrop Grumman loď vyrobila a vypustila podle smlouvy s agenturou NASA v rámci programu Commercial Resupply Services, jehož účelem je zásobování Mezinárodní vesmírné stanice (ISS). Start se uskutečnil 19. února 2022.

## Loď Cygnus

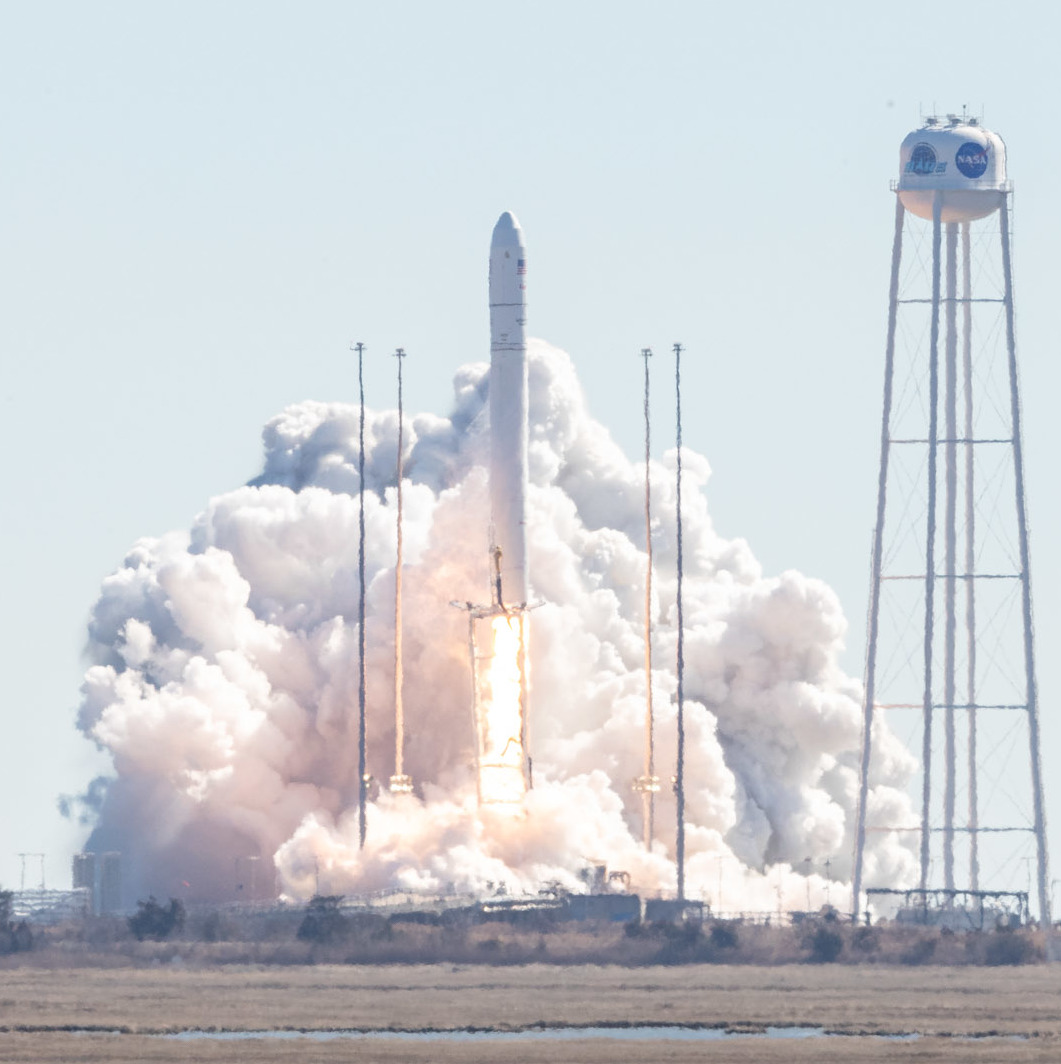
Start mise NG-17

Pro lety s nákladem k ISS jsou od roku 2015 využívány lodi Cygnus s označením Enhanced (vylepšené), které na oběžnou dráhu Země vynášejí rakety Antares 230, od roku 2019 pak Antares 230+.  
Délka lodí dosahuje 6,39 metru a vnější průměr 3,07 metru. Hermetizovaný modul o objemu 27 m3 pojme až 3 800 kg nákladu.  
Na spodku lodi (ve směru letu při startu) jsou umístěny dva solární panely vyrobené technologií Ultraflex, které se po startu rozevřou jako vějíř. 
Na horní části je umístěn kotvicí mechanismus CBM (Common Berthing Mechanism) pro hermetické připojení ke stanici a umožnění přístupu její posádky do vnitřku lodi. Lodi Cygnus se k ISS nepřipojují automaticky jako lodi Progress, Dragon 2 a dříve také ATV, ale pomocí robotické ruky Canadarm2,  podobně jako dřívější lodi HTV nebo první verze lodí Dragon. Cygnus se ke stanici přiblíží na zhruba 10 metrů, posádka ho zevnitř stanice pomocí robotické ruky zachytí, během přiblížení lodi ke spojovacímu portu a připojení lodi ale robotickou ruku na dálku řídí operátoři z řídicího střediska.
Od mise NG-17 disponují Cygnusy rozšířenými funkcemi pro úpravu dráhy stanice.

## Náklad
Kosmická loď Cygnus NG-17 vynesla k ISS 3 800 kg nákladu, z toho asi 100 kg mimo hermetizovanou sekci lodi. Náklad tvořily:
- zásoby pro posádku (1 352 kg),
- provozní vybavení stanice (1 308 kilogramů),
- materiály a zařízení pro medicínské, fyzikální a další vědecké experimenty (896 kilogramů),
- vybavení pro výstup do volného prostoru (60 kilogramů),
- počítačové vybavení (35 kilogramů).

Mezi dovezeným vybavením stanice nechyběl hardware pro systémy podpory života a podpůrné vybavení pro instalaci nových solárních panelů iRosa, které při budoucí nákladní misi na ISS doveze společnost SpaceX. Vědecký náklad tvořily např. experiment zaměřený na studium uměle vytvořené lidské kožní buňky a vyhodnocení, jak na ni působí mikrogravitace, nebo technologický experiment za účelem vyhodnocení nových senzorů schopných lépe detekovat vodík, který vzniká jako vedlejší produkt při výrobě kyslíku na ISS. Další experiment se bude zabývat využitím hydroponických (vodních) a aeroponických (vzdušných) technik pro pěstování rostlin na stanici, namísto běžné půdy, která byla k témuž účelu používána dosud. Testovat se bude dále nová japonská lithium-iontová baterie a uskuteční se také experimenty s hořením z projektu SoFIE (Solid Fuel Ignition and Extinction), jehož cílem je studovat, jak hořlavé jsou v mikrogravitaci různé typy materiálů, které by mohly být použity při budoucích vesmírných misích, včetně výprav na Měsíc a na Mars. Další testy programu SoFIE doručí na ISS i několik následujících nákladních lodí.

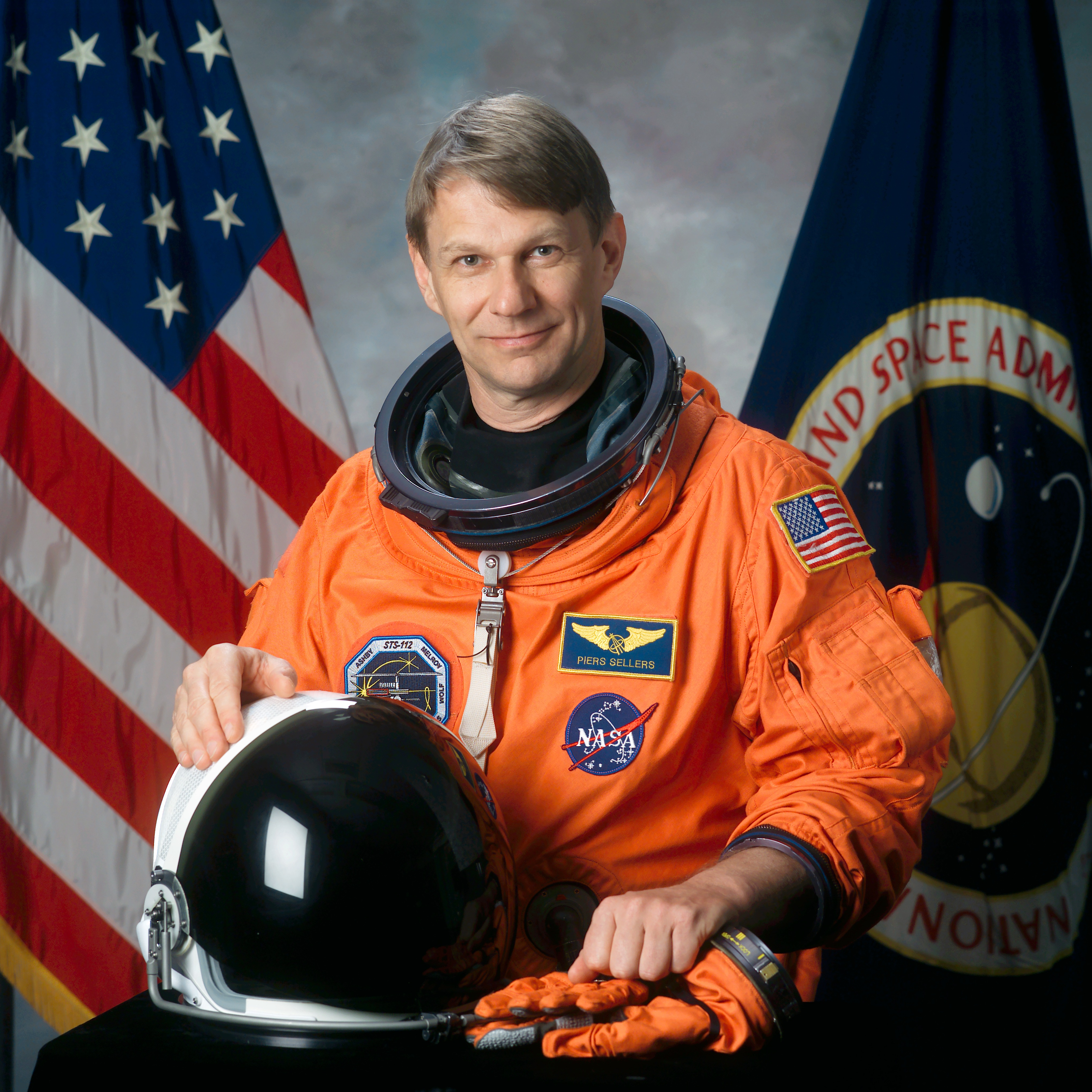

## Čestné pojmenování – Piers Sellers
U letů lodí Cygnus je zvykem pojmenovat je před startem jménem některé z osobností, které v minulosti významně přispěly k rozvoji kosmonautiky. Pro let NG-17 byl vybrán Piers Sellers, původem Angličan, který se později – v letech 2002 až 2010 – jako americký astronaut při třech misích v raketoplánech Space Shuttle a šesti výstupech do volného prostoru zapojil do výstavby ISS. Po skončení aktivní kariéry astronauta dále působil v NASA a v roce 2018 zemřel.

## Průběh mise
Cygnus NG-17 odstartovala z kosmodromu MARS (Středoatlantský regionální kosmodrom) 19. února 2022 v 17:40:03 UTC. K zachycení robotickou rukou Canadarm2, kterou z vnitřku ISS ovládal astronaut Raja Chari, došlo 21. února v 09:44 UTC a k připojení lodi ke spodnímu portu modulu Unity (Unity nadir) ve 12:02 UTC.
Loď zůstane u ISS do konce června a poté vypustí několik cubesatů a shoří v atmosféře i s několika tunami odpadu a nepotřebného materiálu, které do ní posádka. 
Na programu letu bylo od počátku naplánováno testovací použití motoru lodi k úpravě oběžné dráhy stanice podobně, jako tyto korekce několikrát ročně provádějí svými nákladní lodi Progress. NG-17 je první lodí s rozšířenými schopnostmi pro tento účel. Test manévru byl proveden v roce 2018 během deváté zásobovací mise lodi Cygnus. Korekce dráhy za účelem ověření schopnosti Cygnusu zajišťovat pro NASA tento typ služeb byla nakonec naplánována na 18. června 2022. Zážeh motorů NG-17 měl začít v 17:12 UTC, trval by 10 minut a 53 vteřin a dráhu stanice by zvýšil asi o 1,1 kilometru. Už 16. června v 19:03 UTC ale musela být neplánovaně provedena 320. korekce dráhy kvůli ohrožení úlomky družice Kosmos 1408, které vznikly v listopadu 2021 při testu ruské protisatelitní zbraně a ohrožovaly již předchozí expedici k ISS. Korekci zajistily motory Progressu MS-20, které se spustily na 4 minuty a 35 vteřin a impulsem +0,5 m/s zvýšily dráhu o 890 metrů. Bez provedení manévru by podle ruských údajů ohrožující úlomky proletěly 16. června v 21:50 UTC kolem stanice ve vzdálenosti menší než 300 metrů. Plánovaný test orbitálního manévru provedeného lodí Cygnus NG-17 byl touto událostí odsunut o dva dny na 20. června a byly upraveny jeho parametry. Zážeh motoru začal podle plánu v 15:20 UTC, měl trvat 5 minut a 1 vteřinu, ale už po 5 vteřinách byl přerušen. Důvodem předčasného ukončení byly odchylky parametrů systému oproti běžným letovým operacím lodi Cygnus, z rozboru dat však později vyplynulo, že zjištěné parametry byly pro orbitální manévr s celou stanicí přijatelné, a proto se mohl další pokus uskutečnit 25. června v 17:42 UTC, kdy zážeh o původně plánované délce zvýšil rychlost stanice o 0,3 m/s a tím i její dráhu v průměru zhruba o 500 metrů.
O tři dny později, 28. června 2022 kolem 07:00 UTC, pozemní operátoři pomocí robotické paže Canadarm2 odpojili odpadem naloženou loď NG-17 od stanice a po přesunu do bezpečné vzdálenosti ji z robotické paže uvolnili v 11:07 UTC. Ve 20:20:00 pak byl z vnějšího povrchu servisního modulu uvolněn cubesat NACHOS. A 29. června se po brzdícím manévru uskutečnil řízený zánik lodi nad obvyklým místem v jižním Tichém oceánu zhruba v 06:55 UTC.